# سونی انرژی دیوایس
سونی انرژی دیوایس (انگلیسی: Sony Energy Device) شرکت باتری‌سازی ژاپنی است، که در سال ۱۹۷۵ تأسیس شد.
سونی انرژی دیوایس یک شرکت چندملیتی ژاپنی است که در زمینه‌های مختلف صنعت انرژی تخصص دارد و یک شرکت تابعه کاملاً متعلق به سونی و بخشی از گروه دستگاه‌های سونی است. این شرکت در فوریه ۱۹۷۵ در فوکوشیما، ژاپن تأسیس شد.
شرکت دستگاه‌های انرژی سونی، توسعه، طراحی و ساخت باتری‌های سلولی اولیه و قابل شارژ را که می‌توانند برای بسیاری از کاربردها مانند تلفن‌های همراه، تبلت‌ها، لپ‌تاپ‌ها، دوربین‌های دیجیتال، ابزارهای برقی، پاک‌کننده‌های رباتیک، ساعت‌ها، ماشین‌حساب‌ها، ذخیره‌سازی انرژی برای سرورهای داده و خانه‌ها و غیره استفاده شوند، بر عهده دارد. در سال ۲۰۱۶، سونی و شرکت ژاپنی موراتا برای فروش تجارت باتری لیتیوم-یون سونی به توافق رسیدند. این انتقال تجارت در ۱ سپتامبر ۲۰۱۷ تکمیل شد. شرکت جدید توهوکو موراتا نامگذاری شده است. بخش فروش محصولات باتری مصرفی با برند سونی و برخی دیگر از عملیات‌ها هنوز تحت عنوان سونی انرژی دیوایس فعالیت می‌کنند.